# Xuanhua (Kreis)
Der Kreis Xuanhua (chinesisch 宣化县, Pinyin Xuānhuà Xiàn) ist ein Kreis der bezirksfreien Stadt Zhangjiakou in der chinesischen Provinz Hebei. Er hat eine Fläche von 2.095 Quadratkilometern und zählt ca. 300.000 Einwohner.